# 大云锦杜鹃
大云锦杜鹃（学名：Rhododendron faithiae）为杜鹃花科杜鹃花属下的一个种。

## 扩展阅读
- 維基物種上的相關：大云锦杜鹃